# 拜将坛

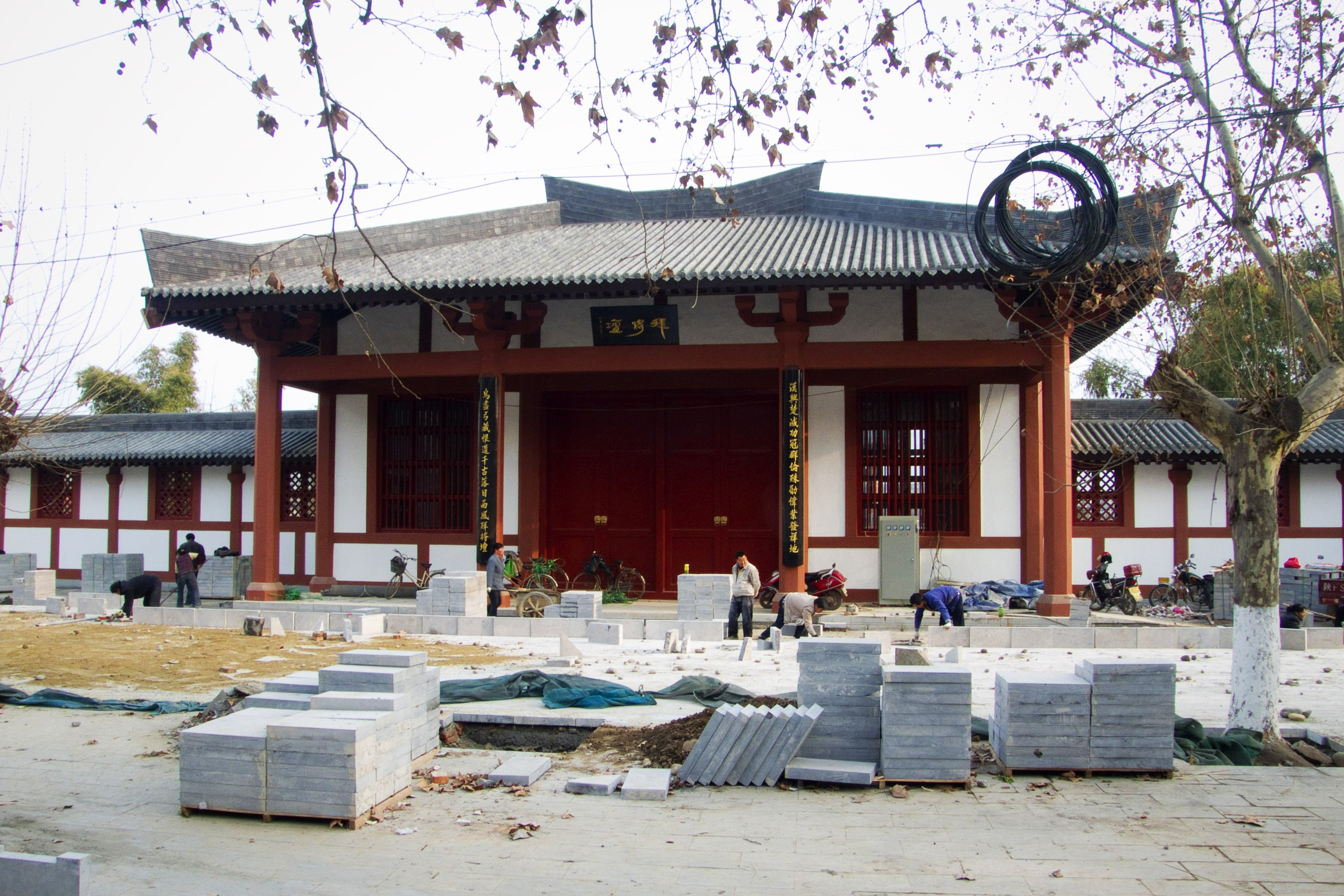

拜将坛，又叫拜将台，位于陕西省汉中市汉台区，为陕西省文物保护单位。始建于公元前206年，是汉王朝的发源地。
拜将坛，相传是汉高祖刘邦为拜韩信为汉大将军，举行仪式时而筑的坛场。据称，是“择良日、斋戒、设坛场、具礼”的条件下才修建的。如今成为西汉三大遗址之一。在拜将坛南坛向西的位置有一座高大的石碑，正面刻有“汉大将韩信拜将坛”，背面有诗一首：“辜负孤忠一片丹，未央宫月剑光寒。沛公帝业今何在，不及淮阴有将坛。” 拜将坛背面的亭阁是冯玉祥在汉中期间所题的对联：「盖世勋名三杰并，登坛威望一军惊。」